# Varádicslevelű mézontófű

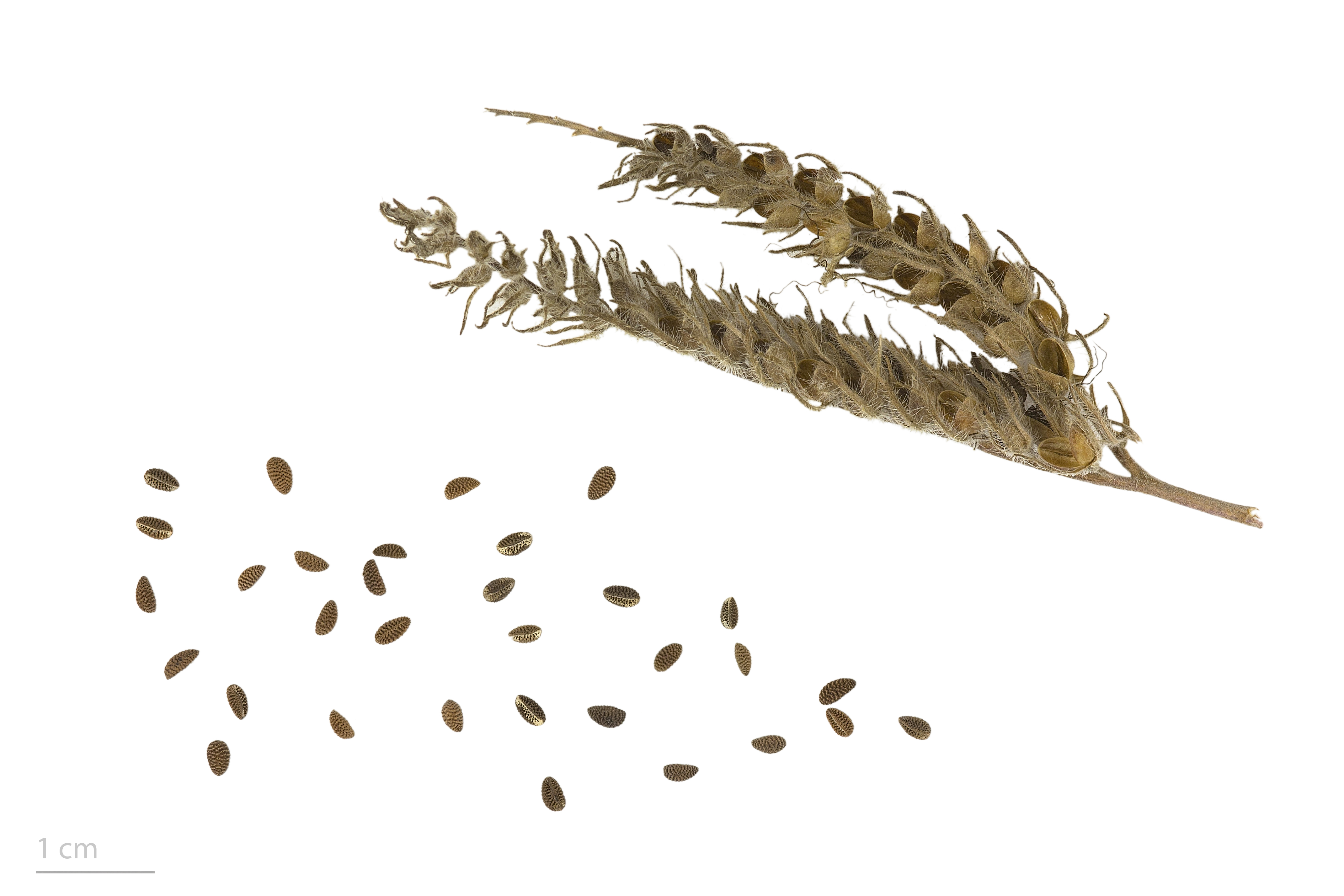
Phacelia tanacetifolia

A varádicslevelű mézontófű (facélia, méhvirág, hernyóvirág vagy egyszerűen mézontófű, Phacelia tanacetifolia) egy világoslila virágú, egynyári növény.
Rokona az élénkkék virágú, kisebb, dísznövénynek ültetett harangviráglevelű mézontófű (Phacelia campanularia).

## Származása, elterjedése
Észak-Amerikából származik.

## Megjelenése, felépítése
Akár 40–120 cm magasra is megnőhet. Levelei szórt állásúak; az alsók nyelesek, a felsők ülők.
Virágai világoslilák vagy liláskékek. A virágok szirmai hegyesek.
Termése a köményhez hasonló, sűrű sorokban rücskös felületű, 2–5 mm-es barna mag. Ezermagtömege 1,4–1,8 g.

## Életmódja, termőhelye
Rövid vegetációs idejű növény, márciustól szeptemberig vetik. Gyorsan nő. A kórokozóknak ellenáll és a talajra sem kényes.
Virágait a vetés utáni 7–10. héttől 4–6 hétig át, május végétől augusztus végéig nyitja.

## Felhasználása
Használják zöldtrágyának, méhlegelőnek, takarmánynak; nagy területen termesztik vetőmagjáért.
Másodvetésként, zöldtrágyaként a talaj minőségének javítására is használják.
Kiváló mézelő növény, mivel:
- sokáig nyílik,
- virágai sok és nagy cukortartalmú (28%) nektárt tartalmaznak.

A belőle készült méz halványbarna.
Zöldtrágyának és silótakarmánynak is használható. Zabbal (Avena sativa), vagy borsóval kell keverni, mert egymagában gyenge minőségű silótakarmányt ad. Vethető egyéb zöldtakarmánnyal vagy zöldtrágyának szánt növénnyel is. Nagyon jól megy például a homokos területeken fehér csillagfürttel (Lupinus albus) keverve.
A facéliamag jól értékesíthető, hektáronként 300-500 kg termésátlagot lehet elérni.
Ültetik dísznövénynek is.